# Eldorado (azienda)
Eldorado è stata un'azienda italiana nata agli inizi degli anni 1950 produttrice di gelati confezionati fra le più importanti del periodo dagli anni sessanta agli anni novanta, con celebri prodotti come il Camillino, il Twister, il Cucciolone e il Calippo.

## Storia
L'azienda Eldorado, produttrice di gelati confezionati, fu fondata nel 1952 a Milano dal commendatore Gino Zanetti. Questi pensò che le competizioni sportive fossero il palcoscenico ideale per farlo conoscere in tutto il mondo, e forte di questa convinzione, che nessuno prima di lui ebbe mai sperimentato, chiese a Maserati di costruire una vettura con cui partecipare alla 500 Miglia di Monza. Fu così costruita dal 1958 al 1959 la Maserati “Eldorado” Maserati Tipo 420/M/58/Eldorado, famosa per essere stata nel 1958 la prima monoposto in Europa ad essere sponsorizzata da un marchio non legato al mondo dell’automobilismo: il primo esempio di sponsorizzazione moderna, dove la vettura prese i colori dell’azienda partner, abbandonando la tradizionale colorazione che la Federazione Internazionale assegnava a ogni paese. Si trattò di una vera e propria rivoluzione per l’epoca, di vitale importanza per il futuro delle corse, che da lì in avanti aprì le porte a nuovi finanziatori. Alla guida c'era Stirling Moss, uno dei più grandi campioni nella storia dell’automobilismo, già pilota ufficiale Maserati.
A partire dalla seconda metà degli anni cinquanta, l'azienda fu molto presente negli spot pubblicitari del Carosello, dove nel 1958 debuttò per la prima volta Topo Gigio per il gelato Camillino; negli anni sessanta il testimonial scelto per pubblicizzare nel Carosello fu il personaggio dei fumetti Cocco Bill. Nella seconda metà degli anni novanta, l'uso del marchio Eldorado venne conteso fra la Industria Gelati Toseroni (IGT) e Unilever. Dal 1998 l'azienda fu incorporata nel marchio Algida, a sua volta di proprietà della Unilever, per una scelta strategica volta ad accorpare le due produzioni.

## Stabilimenti industriali
Eldorado ebbe due grandi stabilimenti di produzione, con sede a Milano e a Napoli, che le permisero di concorrere con altre aziende produttrici di gelato confezionato, quali Algida, Motta e Alemagna.

## Il logo
Il suo simbolo, prima dell'acquisizione dell'Unilever avvenuta nel 1967, fu la testa di un cowboy che andava alla ricerca dell'Eldorado; poi divenne il leone antropomorfo Leo (a volte chiamato anche "Eldoleo"). Creato inizialmente da Silver negli anni ottanta, tale mascotte venne ridisegnata da Giorgio Cavazzano, il quale nello stesso periodo ne curò sia le pubblicità (rappresentate da brevi tavole a fumetti con protagonisti lo stesso Eldoleo e alcuni suoi amici, sempre animali antropomorfi) sia le vignette stampate sul Cucciolone.